# Araneus haematomerus
Araneus haematomerus este o specie de păianjeni din genul Araneus, familia Araneidae. A fost descrisă pentru prima dată de Gerstäcker, 1873. Conform Catalogue of Life specia Araneus haematomerus nu are subspecii cunoscute.